# Калинин, Яков Андреевич
Яков Андреевич Калинин (1880—1919) — рабочий-большевик, участник Октябрьской революции, руководитель коммунистов фабрики «Скороход» в Петрограде.

## Биография
Яков Андреевич Калинин родился в 1880 году. В 1911 году поступил рабочим на фабрику «Скороход». После Февральской революции стал председателем фабричного комитета и руководителем партийной ячейки фабрики. Был выбран гласным Петроградской городской думы. Участвовал в организации отряда Красной гвардии Московско-Заставского района (во главе с рабочим Н. А. Милютиным) и командовал одним из его подразделений, отражавших корниловское выступление.
В дни Октябрьского восстания — член ревштаба Московского-Заставского района, затем агитатор РК РКП(б).
Убит эсерами в 1919 году на Заставской улице, где расположена фабрика. Похоронен на Митрофаниевском кладбище. В 1930-е гг. прах перенесён на Литераторские мостки.

## Память
- Имя Я. А. Калинина в 1922 году было присвоено фабрике «Скороход».
- На здании фабрики «Скороход» (Заставская ул., 38) в 1920-е годы в память о Я. А. Калинине была установлена мраморная мемориальная доска (возобновлена в 1964 году).
- C 1923 до 1956 года имя Якова Калинина носила одна из улиц в Ленинграде (ранее Матвеевская, с 1956-го — часть улицы Ленина).